# Preist
Preist est une municipalité allemande située dans le land de Rhénanie-Palatinat et l'arrondissement d'Eifel-Bitburg-Prüm. La municipalité est jumelée avec la commune française de Caudan.